# Преславська волость
Преславська волость — історична адміністративно-територіальна одиниця Бердянського повіту Таврійської губернії.
Станом на 1886 рік складалася з 1 поселення, 1 сільської громади. Населення — 1296 осіб (672 чоловічої статі та 624 — жіночої), 201 дворове господарство.
|                     | Площа, десятин | У тому числі орної, дес. |
| ------------------- | -------------- | ------------------------ |
| Сільських громад    | 8536           | 5040                     |
| Приватної власності | —              | —                        |
| Казенної власності  | —              | —                        |
| Іншої власності     | 70             | 69                       |
| Загалом             | 8606           | 5109                     |

Єдине поселення волості:
- Преслав-Шеклі — колишнє державне село при річці Обіточній за 45 верст від повітового міста, 1296 осіб, 201 двір, вчительська семінарія, школа, 3 лавки.